# Cresseae
Cresseae ist eine Tribus aus der Familie der Windengewächse (Convolvulaceae). Die Typusgattung ist Cressa.

## Beschreibung
Die Vertreter der Tribus Cresseae sind Halbsträucher und Sträucher oder seltener auch Lianen. Die Blüten sind radiärsymmetrisch und meist zwittrig, nur Hildebrandtia besitzt eingeschlechtige Blüten. Die Kelchblätter können gleich oder ungleich gestaltet sein, meist vergrößern sie sich nicht nach der Blüte, nur bei weiblichen Hildebrandtia-Blüten und bei einigen Arten von Seddera vergrößern sich die Kelchblätter. Die Staubfäden sind meist gerade und nicht behaart. Die Pollenkörner sind tricolpat oder pantocolpat und nicht stachelig. Die zwei Griffel einer Blüte stehen einzeln oder sind zu einem zweispaltigen Griffel verwachsen. Die Narben sind kugelförmig, nierenförmig oder gelappt. Die Früchte sind meist aufspringende Kapseln, nur selten werden Nüssfrüchte gebildet. Die Früchte sind ein- bis vierkammerig und enthalten ein bis vier Samen.

## Vorkommen
Die Gattungen der Tribus Cresseae kommen weltweit vor.

## Systematik
Zur Tribus Cresseae zählen folgende Gattungen:
- Bonamia Thouars
- Cladostigma Radlk.
- Cressa L.
- Evolvulus L.
- Hildebrandtia Vatke
- Sabaudiella Chiov.
- Seddera Hochst.
- Stylisma Raf.

Vorläufig in die Tribus eingeordnet sind:
- Itzaea Standl. & Steyerm.
- Neuropeltis Wall.
- Neuropeltopsis Ooststr.
- Wilsonia R.Br.

Nach der kladistischen Definition entspricht die Tribus der umfassendsten Klade, in der Cressa cretica L. eingeordnet ist, jedoch nicht Maripa scandens Aubl., Jacquemontia pentanthos (Jacq.) G.Don oder Dichondra repens J.R.Forst. & G.Forst.